# Турнир развивающихся команд по регбилиг
Турнир развивающихся команд по регбилиг или просто Турнир развивающихся наций (англ. Emerging Nations Tournament) — международное соревнование по регбилиг, которое проводится Международной федерацией регбилиг с участием сборных, которые не отобрались на чемпионат мира, но заслуживают права выступить на международной арене в официальных соревнованиях RLIF. Всего было проведено три таких турнира, последний состоялся в 2018 году уже под именем Кубок мира среди развивающихся наций (англ. Emerging Nations World Cup)

## Розыгрыши
| Год  | Страна    | Победитель                |
| ---- | --------- | ------------------------- |
| 1995 | Англия    | Острова Кука              |
| 2000 | Англия    | Великобритания (любители) |
| 2018 | Австралия | Мальта                    |